# NAV-002
La concesión NAV-002 del Transporte Interurbano de Navarra (NBus) conecta Pamplona con Tafalla y la Zona Media.
La línea fue inaugurada el 23 de marzo de 2022, siendo, tras las NAV-001 la segunda concesión del servicio NBus puesta en funcionamiento.

## Explotación
Actualmente las líneas están siendo explotadas, mediante concesión del Gobierno de Navarra, por la UTE de Hermanos Arriaga & Interurbana de Autobuses.

## Líneas
La concesión está organizada en 16 líneas diferentes,3 de ellas troncales entre Pamplona y Tafalla y Olite, 5 líneas radiales entre Tafalla y otras localidades, una línea urbana dentro de Tafalla y otras 7 líneas a la demanda para localidades de menor población.

### Líneas 320, 321 y 322
Estas tres líneas troncales unen Pamplona con Tafalla y Olite, cada una con un trayecto diferente:
- 320: Pamplona ↔ Tafalla (por autopista)
- 321: Pamplona ↔ Tafalla ↔ Olite (por autopista)
- 322: Pamplona ↔ Tafalla (por carretera)

#### Paradas

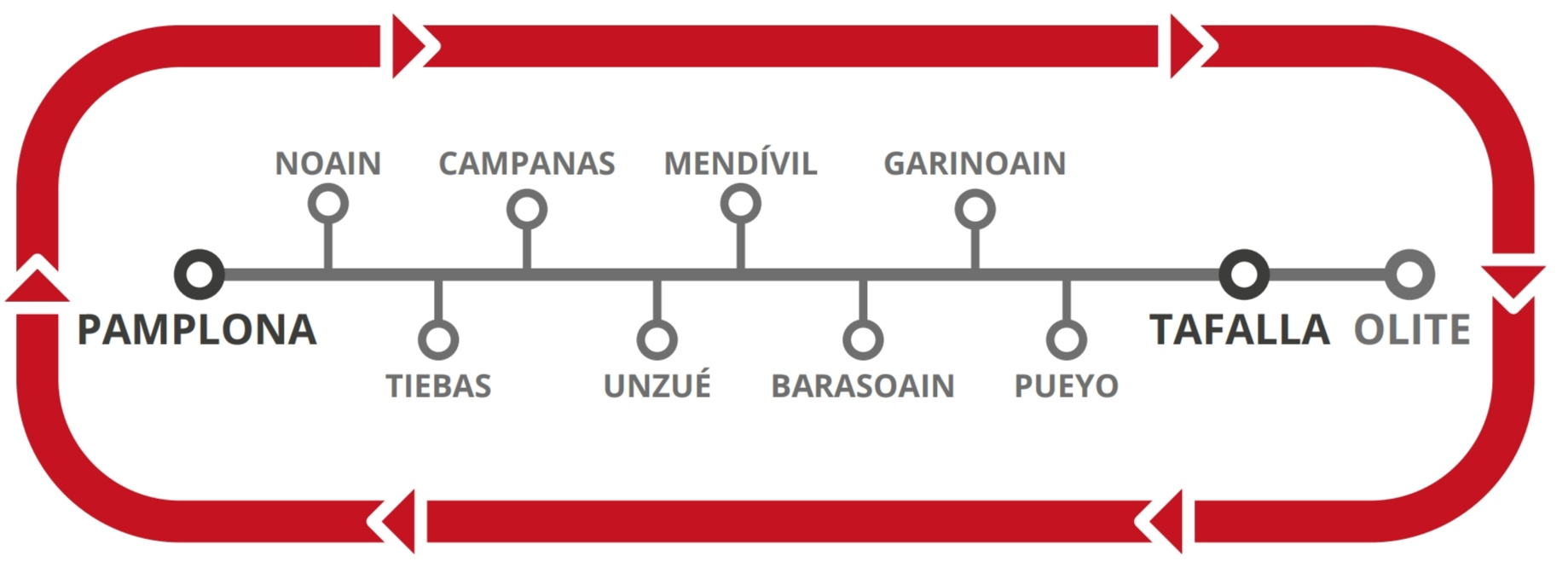

| Línea       | Línea       | Línea       | Línea       | Línea       | Línea       | Línea       | Parada    | Correspondencia                                 | Correspondencia            |
| 320 321 322 | 320 321 322 | 320 321 322 | 320 321 322 | 320 321 322 | 320 321 322 | 320 321 322 | Parada    | NBus                                            | Transporte urbano          |
| ----------- | ----------- | ----------- | ----------- | ----------- | ----------- | ----------- | --------- | ----------------------------------------------- | -------------------------- |
|             | ■           |             | ■           |             | ■           |             | Pamplona  | 300 301                                         | Transporte Urbano Comarcal |
|             |             |             |             |             | ■           |             | Noáin     |                                                 |                            |
|             |             |             |             |             | ■           |             | Tiebas    |                                                 |                            |
|             |             |             |             |             | ■           |             | Campanas  | 334                                             |                            |
|             |             |             |             |             | ■           |             | Unzué     |                                                 |                            |
|             |             |             |             |             | ■           |             | Mendívil  |                                                 |                            |
|             |             |             |             |             | ■           |             | Barásoain | 329 331 332                                     |                            |
|             |             |             |             |             | ■           |             | Garínoain |                                                 |                            |
|             |             |             |             |             | ■           |             | Pueyo     | 330                                             |                            |
|             | ■           |             | ■           |             | ■           |             | Tafalla   | 300 301 323 324 325 326 327 329 330 331 332 333 | 328 Urbano de Tafalla      |
|             |             |             | ■           |             |             |             | Olite     | 324 325                                         |                            |

#### Frecuencias
Pamplona → Tafalla → Olite
| N° Línea                         | Paradas                   | Paradas                   | Paradas                   | Paradas                   | Paradas                   | Paradas                   | Paradas                   | Paradas                   | Paradas                   | Paradas                   | Paradas                   |
| N° Línea                         | Pamplona                  | Noáin                     | Tiebas                    | Campanas                  | Unzué                     | Mendívil                  | Barásoain                 | Garínoain                 | Pueyo                     | Tafalla                   | Olite                     |
| Lunes a viernes (Laboral)        | Lunes a viernes (Laboral) | Lunes a viernes (Laboral) | Lunes a viernes (Laboral) | Lunes a viernes (Laboral) | Lunes a viernes (Laboral) | Lunes a viernes (Laboral) | Lunes a viernes (Laboral) | Lunes a viernes (Laboral) | Lunes a viernes (Laboral) | Lunes a viernes (Laboral) | Lunes a viernes (Laboral) |
| -------------------------------- | ------------------------- | ------------------------- | ------------------------- | ------------------------- | ------------------------- | ------------------------- | ------------------------- | ------------------------- | ------------------------- | ------------------------- | ------------------------- |
| 322                              | 6:40                      | 6:52                      | 7:05                      | 7:08                      | 7:13                      | 7:16                      | 7:20                      | 7:22                      | 7:26                      | 7:37                      |                           |
| 320                              | 7:40                      |                           |                           |                           |                           |                           |                           |                           |                           | 8:16                      |                           |
| 322                              | 8:10                      | 8:22                      | 8:35                      | 8:38                      | 8:43                      | 8:46                      | 8:50                      | 8:52                      | 8:56                      | 9:07                      |                           |
| 321                              | 8:20                      |                           |                           |                           |                           |                           |                           |                           |                           | 8:58                      | 9:09                      |
| 320                              | 9:40                      |                           |                           |                           |                           |                           |                           |                           |                           | 10:16                     |                           |
| 320                              | 10:40                     |                           |                           |                           |                           |                           |                           |                           |                           | 11:16                     |                           |
| 321                              | 12:20                     |                           |                           |                           |                           |                           |                           |                           |                           | 13:00                     | 13:11                     |
| 321                              | 13:10                     |                           |                           |                           |                           |                           |                           |                           |                           | 13:55                     | 14:06                     |
| 322                              | 13:40                     | 13:57                     | 14:10                     | 14:13                     | 14:18                     | 14:21                     | 14:25                     | 14:27                     | 14:31                     | 14:42                     |                           |
| 320                              | 14:40                     |                           |                           |                           |                           |                           |                           |                           |                           | 15:16                     |                           |
| 320                              | 15:40                     |                           |                           |                           |                           |                           |                           |                           |                           | 16:16                     |                           |
| 322                              | 15:40                     | 15:52                     | 16:05                     | 16:08                     | 16:13                     | 16:16                     | 16:20                     | 16:22                     | 16:26                     | 16:37                     |                           |
| 320                              | 16:40                     |                           |                           |                           |                           |                           |                           |                           |                           | 17:16                     |                           |
| 322                              | 16:55                     | 17:07                     | 17:20                     | 17:23                     | 17:28                     | 17:31                     | 17:35                     | 17:37                     | 17:41                     | 17:52                     |                           |
| 321                              | 18:10                     |                           |                           |                           |                           |                           |                           |                           |                           | 18:55                     | 19:06                     |
| 322                              | 19:00                     | 19:17                     | 19:30                     | 19:33                     | 19:38                     | 19:41                     | 19:45                     | 19:47                     | 19:51                     | 20:02                     |                           |
| 321                              | 19:10                     |                           |                           |                           |                           |                           |                           |                           |                           | 19:50                     | 20:01                     |
| 320                              | 20:40                     |                           |                           |                           |                           |                           |                           |                           |                           | 21:16                     |                           |
| 322                              | 21:30                     | 21:42                     | 21:55                     | 21:58                     | 22:03                     | 22:06                     | 22:10                     | 22:12                     | 22:16                     | 22:27                     |                           |
| 320                              | 21:35                     |                           |                           |                           |                           |                           |                           |                           |                           | 22:11                     |                           |
| Sábados (Laboral)                |                           |                           |                           |                           |                           |                           |                           |                           |                           |                           |                           |
| 322                              | 7:30                      | 7:42                      | 7:55                      | 7:58                      | 8:03                      | 8:06                      | 8:10                      | 8:12                      | 8:16                      | 8:27                      |                           |
| 321                              | 8:20                      |                           |                           |                           |                           |                           |                           |                           |                           | 8:58                      | 9:09                      |
| 321                              | 10:00                     |                           |                           |                           |                           |                           |                           |                           |                           | 10:38                     | 10:49                     |
| 321                              | 13:10                     |                           |                           |                           |                           |                           |                           |                           |                           | 13:55                     | 14:06                     |
| 322                              | 13:40                     | 13:57                     | 14:10                     | 14:13                     | 14:18                     | 14:21                     | 14:25                     | 14:27                     | 14:31                     | 14:42                     |                           |
| 320                              | 15:40                     |                           |                           |                           |                           |                           |                           |                           |                           | 16:16                     |                           |
| 321                              | 19:10                     |                           |                           |                           |                           |                           |                           |                           |                           | 19:50                     | 20:01                     |
| 322                              | 21:30                     | 21:42                     | 21:55                     | 21:58                     | 22:03                     | 22:06                     | 22:10                     | 22:12                     | 22:16                     | 22:27                     |                           |
| 320                              | 21:35                     |                           |                           |                           |                           |                           |                           |                           |                           | 22:11                     |                           |
| Domingos y Festivos              |                           |                           |                           |                           |                           |                           |                           |                           |                           |                           |                           |
| 320                              | 9:40                      |                           |                           |                           |                           |                           |                           |                           |                           | 10:16                     |                           |
| 321                              | 10:40                     |                           |                           |                           |                           |                           |                           |                           |                           | 11:18                     | 11:29                     |
| 321                              | 13:10                     |                           |                           |                           |                           |                           |                           |                           |                           | 13:55                     | 14:06                     |
| 322                              | 13:40                     | 13:57                     | 14:10                     | 14:13                     | 14:18                     | 14:21                     | 14:25                     | 14:27                     | 14:31                     | 14:42                     |                           |
| 321                              | 15:00                     |                           |                           |                           |                           |                           |                           |                           |                           | 15:38                     | 15:49                     |
| 322                              | 20:10                     | 20:27                     | 20:40                     | 20:43                     | 20:48                     | 20:51                     | 20:55                     | 20:57                     | 21:01                     | 21:12                     |                           |
| 321                              | 20:40                     |                           |                           |                           |                           |                           |                           |                           |                           | 21:20                     | 21:31                     |
|                                  | Parada a la demanda       |                           |                           |                           |                           |                           |                           |                           |                           |                           |                           |
| *Horarios de parada orientativos |                           |                           |                           |                           |                           |                           |                           |                           |                           |                           |                           |

Olite → Tafalla → Pamplona
| N° Línea                         | Paradas                   | Paradas                   | Paradas                   | Paradas                   | Paradas                   | Paradas                   | Paradas                   | Paradas                   | Paradas                   | Paradas                   | Paradas                   |
| N° Línea                         | Olite                     | Tafalla                   | Pueyo                     | Garínoain                 | Barásoain                 | Mendívil                  | Unzué                     | Campanas                  | Tiebas                    | Noáin                     | Pamplona                  |
| Lunes a viernes (Laboral)        | Lunes a viernes (Laboral) | Lunes a viernes (Laboral) | Lunes a viernes (Laboral) | Lunes a viernes (Laboral) | Lunes a viernes (Laboral) | Lunes a viernes (Laboral) | Lunes a viernes (Laboral) | Lunes a viernes (Laboral) | Lunes a viernes (Laboral) | Lunes a viernes (Laboral) | Lunes a viernes (Laboral) |
| -------------------------------- | ------------------------- | ------------------------- | ------------------------- | ------------------------- | ------------------------- | ------------------------- | ------------------------- | ------------------------- | ------------------------- | ------------------------- | ------------------------- |
| 320                              |                           | 6:40                      |                           |                           |                           |                           |                           |                           |                           |                           | 7:19                      |
| 322                              |                           | 6:40                      | 6:53                      | 6:58                      | 7:00                      | 7:02                      | 7:05                      | 7:11                      | 7:14                      | 7:27                      | 7:41                      |
| 320                              |                           | 7:20                      |                           |                           |                           |                           |                           |                           |                           |                           | 7:59                      |
| 320                              |                           | 8:40                      |                           |                           |                           |                           |                           |                           |                           |                           | 9:26                      |
| 322                              |                           | 8:40                      | 8:53                      | 8:58                      | 9:00                      | 9:02                      | 9:05                      | 9:11                      | 9:14                      | 9:27                      | 9:47                      |
| 321                              | 9:25                      | 9:40                      |                           |                           |                           |                           |                           |                           |                           |                           | 10:20                     |
| 320                              |                           | 10:40                     |                           |                           |                           |                           |                           |                           |                           |                           | 11:19                     |
| 320                              |                           | 12:20                     |                           |                           |                           |                           |                           |                           |                           |                           | 12:59                     |
| 322                              |                           | 13:40                     | 13:53                     | 13:58                     | 14:00                     | 14:02                     | 14:05                     | 14:11                     | 14:14                     | 14:27                     | 14:47                     |
| 321                              | 13:25                     | 13:40                     |                           |                           |                           |                           |                           |                           |                           |                           | 14:26                     |
| 321                              | 14:28                     | 14:40                     |                           |                           |                           |                           |                           |                           |                           |                           | 15:20                     |
| 322                              |                           | 15:40                     | 15:53                     | 15:58                     | 16:00                     | 16:02                     | 16:05                     | 16:11                     | 16:14                     | 16:27                     | 16:41                     |
| 320                              |                           | 15:50                     |                           |                           |                           |                           |                           |                           |                           |                           | 16:29                     |
| 320                              |                           | 16:30                     |                           |                           |                           |                           |                           |                           |                           |                           | 17:09                     |
| 322                              |                           | 17:45                     | 17:58                     | 18:03                     | 18:05                     | 18:07                     | 18:10                     | 18:16                     | 18:19                     | 18:32                     | 18:46                     |
| 320                              |                           | 18:20                     |                           |                           |                           |                           |                           |                           |                           |                           | 18:59                     |
| 321                              | 19:28                     | 19:40                     |                           |                           |                           |                           |                           |                           |                           |                           | 20:20                     |
| 322                              |                           | 20:15                     | 20:28                     | 20:33                     | 20:35                     | 20:37                     | 20:40                     | 20:46                     | 20:49                     | 21:02                     | 21:16                     |
| 320                              | 20:28                     | 20:40                     |                           |                           |                           |                           |                           |                           |                           |                           | 21:20                     |
| Sábados (Laboral)                |                           |                           |                           |                           |                           |                           |                           |                           |                           |                           |                           |
| 322                              |                           | 6:15                      | 6:28                      | 6:33                      | 6:35                      | 6:37                      | 6:40                      | 6:46                      | 6:49                      | 7:02                      | 7:16                      |
| 322                              |                           | 7:15                      | 7:28                      | 7:33                      | 7:35                      | 7:37                      | 7:40                      | 7:46                      | 7:49                      | 8:02                      | 8:16                      |
| 320                              |                           | 8:40                      |                           |                           |                           |                           |                           |                           |                           |                           | 9:26                      |
| 322                              |                           | 8:40                      | 8:53                      | 8:58                      | 9:00                      | 9:02                      | 9:05                      | 9:11                      | 9:14                      | 9:27                      | 9:47                      |
| 321                              | 9:25                      | 9:40                      |                           |                           |                           |                           |                           |                           |                           |                           | 10:20                     |
| 321                              | 13:25                     | 13:40                     |                           |                           |                           |                           |                           |                           |                           |                           | 14:26                     |
| 322                              |                           | 15:40                     | 15:53                     | 15:58                     | 16:00                     | 16:02                     | 16:05                     | 16:11                     | 16:14                     | 16:27                     | 16:41                     |
| 320                              |                           | 15:50                     |                           |                           |                           |                           |                           |                           |                           |                           | 16:29                     |
| 321                              | 19:28                     | 19:40                     |                           |                           |                           |                           |                           |                           |                           |                           | 20:20                     |
| Domingos y Festivos              |                           |                           |                           |                           |                           |                           |                           |                           |                           |                           |                           |
| 322                              |                           | 8:35                      | 8:48                      | 8:53                      | 8:55                      | 8:57                      | 9:00                      | 9:06                      | 9:09                      | 9:22                      | 9:36                      |
| 321                              | 9:25                      | 9:40                      |                           |                           |                           |                           |                           |                           |                           |                           | 10:24                     |
| 322                              |                           | 11:30                     | 11:43                     | 11:48                     | 11:50                     | 11:52                     | 11:55                     | 12:01                     | 12:04                     | 12:17                     | 12:31                     |
| 322                              |                           | 12:30                     | 12:43                     | 12:48                     | 12:50                     | 12:52                     | 12:55                     | 13:01                     | 13:04                     | 13:17                     | 13:31                     |
| 321                              | 13:28                     | 13:40                     |                           |                           |                           |                           |                           |                           |                           |                           | 14:20                     |
| 322                              |                           | 19:00                     | 19:13                     | 19:18                     | 19:20                     | 19:22                     | 19:25                     | 19:31                     | 19:34                     | 19:47                     | 20:01                     |
| 321                              | 19:25                     | 19:40                     |                           |                           |                           |                           |                           |                           |                           |                           | 20:20                     |
|                                  | Parada a la demanda       |                           |                           |                           |                           |                           |                           |                           |                           |                           |                           |
| *Horarios de parada orientativos |                           |                           |                           |                           |                           |                           |                           |                           |                           |                           |                           |

### Línea 323
La línea 323 une la localidad de Tafalla con la Marcilla, enlazando hasta Pamplona en el intercambiador de Tafalla con las líneas troncales 320 321 322. Funciona todos los días del año.

#### Paradas
| Parada | Parada | Parada | Parada          | Correspondencia                                         | Correspondencia       |
| Parada | Parada | Parada | Parada          | NBus                                                    | Transporte urbano     |
| ------ | ------ | ------ | --------------- | ------------------------------------------------------- | --------------------- |
|        | ■      |        | Tafalla         | 300 301 320 321 322 324 325 326 327 329 330 331 332 333 | 328 Urbano de Tafalla |
|        | ■      |        | Falces          |                                                         |                       |
|        | ■      |        | Peralta/Azkoien |                                                         |                       |
|        | ■      |        | Funes           |                                                         |                       |
|        | ■      |        | Marcilla        |                                                         |                       |

### Línea 324
La línea 324 une la localidad de Tafalla con la Figarol, enlazando hasta Pamplona en el intercambiador de Tafalla con las líneas troncales 320 321 322. La localidad de Figarol funciona como parada a la demanda. Funciona todos los días del año.

#### Paradas
| Parada | Parada | Parada | Parada           | Correspondencia                                         | Correspondencia       |
| Parada | Parada | Parada | Parada           | NBus                                                    | Transporte urbano     |
| ------ | ------ | ------ | ---------------- | ------------------------------------------------------- | --------------------- |
|        | ■      |        | Tafalla          | 300 301 320 321 322 323 325 326 327 329 330 331 332 333 | 328 Urbano de Tafalla |
|        | ■      |        | Olite            | 321                                                     |                       |
|        | ■      |        | Beire            |                                                         |                       |
|        | ■      |        | Pitillas         |                                                         |                       |
|        | ■      |        | Santacara        |                                                         |                       |
|        | ■      |        | Mélida           |                                                         |                       |
|        | ■      |        | Murillo el Fruto |                                                         |                       |
|        | ■      |        | Carcastillo      |                                                         |                       |
|        | ■      |        | Figarol          |                                                         |                       |

### Línea 325
La línea 325 une la localidad de Tafalla con la Rada, enlazando hasta Pamplona en el intercambiador de Tafalla con las líneas troncales 320 321 322. Las localidades de Murillo el Cuende, Traibuenas y Rada funcionan como paradas a la demanda. Funciona todos los días del año.

#### Paradas
| Parada | Parada | Parada | Parada            | Correspondencia                                         | Correspondencia       |
| Parada | Parada | Parada | Parada            | NBus                                                    | Transporte urbano     |
| ------ | ------ | ------ | ----------------- | ------------------------------------------------------- | --------------------- |
|        | ■      |        | Tafalla           | 300 301 320 321 322 323 324 326 327 329 330 331 332 333 | 328 Urbano de Tafalla |
|        | ■      |        | Olite             | 321                                                     |                       |
|        | ■      |        | Murillo el Cuende |                                                         |                       |
|        | ■      |        | Traibuenas        |                                                         |                       |
|        | ■      |        | Caparroso         |                                                         |                       |
|        | ■      |        | Rada              |                                                         |                       |

### Línea 326
La línea 326 une la localidad de Tafalla con la Mendigorria, enlazando hasta Pamplona en el intercambiador de Tafalla con las líneas troncales 320 321 322. Funciona todos los días de lunes a viernes laborales, mientras que los sábados el recorrido está cubierto por la línea 327.

#### Paradas
| Parada | Parada | Parada | Parada      | Correspondencia                                         | Correspondencia       |
| Parada | Parada | Parada | Parada      | NBus                                                    | Transporte urbano     |
| ------ | ------ | ------ | ----------- | ------------------------------------------------------- | --------------------- |
|        | ■      |        | Tafalla     | 300 301 320 321 322 323 324 325 327 329 330 331 332 333 | 328 Urbano de Tafalla |
|        | ■      |        | Artajona    |                                                         |                       |
|        | ■      |        | Mendigorria |                                                         |                       |

### Línea 327
La línea 327 une la localidad de Tafalla con la Miranda de Arga, enlazando hasta Pamplona en el intercambiador de Tafalla con las líneas troncales 320 321 322. Funciona todos los días de lunes a viernes laborales, y los sábados laborales también cubre las localidades de la línea 326.

#### Paradas
| Parada | Parada | Parada | Parada          | Correspondencia                                         | Correspondencia       |
| Parada | Parada | Parada | Parada          | NBus                                                    | Transporte urbano     |
| ------ | ------ | ------ | --------------- | ------------------------------------------------------- | --------------------- |
|        | ■      |        | Tafalla         | 300 301 320 321 322 323 324 325 326 329 330 331 332 333 | 328 Urbano de Tafalla |
|        | ■      |        | Larraga         | 335                                                     |                       |
|        | ■      |        | Berbinzana      |                                                         |                       |
|        | ■      |        | Miranda de Arga |                                                         |                       |

### Línea 328 (Urbano de Tafalla)
La línea 328 funciona como un autobús urbano para la localidad de Tafalla, enlazando el intercambiador de autobuses con el otro extremo de la localidad y el centro de salud. Funciona todos los días de la semana, excepto la parada del centro de salud, la cual está operativa sólo de lunes a viernes por las mañanas.

#### Paradas
| Parada | Parada | Parada | Parada                                     | Correspondencia                                             | Correspondencia   |  |
| Parada | Parada | Parada | Parada                                     | NBus                                                        | Transporte urbano |  |
| ------ | ------ | ------ | ------------------------------------------ | ----------------------------------------------------------- | ----------------- |  |
|        | ■      |        | Intercambiador Bus                         | 300 301 320 321 322 323 324 325 326 327 329 330 331 332 333 |                   |  |
|        | ■      |        | c/ Recoletas, 7                            |                                                             |                   |  |
|        | ■      |        | Av. Baja Navarra, F/13                     |                                                             |                   |  |
|        | ■      |        | c/ San Martin de Unx, 11 (centro de salud) |                                                             |                   |  |
|        | ■      |        | c/ Recoletas, 14                           |                                                             |                   |  |
|        | ■      |        | Intercambiador Bus                         |                                                             |                   |  |

### Línea 329 (a demanda)
La línea 329 une la localidad de Tafalla con la de Echagüe, enlazando hasta Pamplona en Barásoain con la línea troncal 322. Funciona todos los lunes, viernes y sábados laborales.

#### Paradas
| Línea | Línea | Línea | Parada    | Correspondencia                                         | Correspondencia       |  |
| 329   | 329   | 329   | Parada    | NBus                                                    | Transporte urbano     |  |
| ----- | ----- | ----- | --------- | ------------------------------------------------------- | --------------------- |  |
|       | ■     |       | Tafalla   | 300 301 320 321 322 323 324 325 326 327 330 331 332 333 | 328 Urbano de Tafalla |  |
|       | ■     |       | Barásoain | 322                                                     |                       |  |
|       | ■     |       | Eristain  |                                                         |                       |  |
|       | ■     |       | Solchaga  |                                                         |                       |  |
|       | ■     |       | Olóriz    |                                                         |                       |  |
|       | ■     |       | Oricin    |                                                         |                       |  |
|       | ■     |       | Echagüe   |                                                         |                       |  |

### Línea 330 (a demanda)
La línea 330 une la localidad de Tafalla con la de Olleta, enlazando hasta Pamplona en Barásoain con la línea troncal 322. Funciona todos los martes, viernes y sábados laborales.

#### Paradas
| Línea | Línea | Línea | Parada      | Correspondencia                                         | Correspondencia       |  |
| 330   | 330   | 330   | Parada      | NBus                                                    | Transporte urbano     |  |
| ----- | ----- | ----- | ----------- | ------------------------------------------------------- | --------------------- |  |
|       | ■     |       | Tafalla     | 300 301 320 321 322 323 324 325 326 327 329 331 332 333 | 328 Urbano de Tafalla |  |
|       | ■     |       | Pueyo       | 322                                                     |                       |  |
|       | ■     |       | Sánsoain    |                                                         |                       |  |
|       | ■     |       | Maquirriain |                                                         |                       |  |
|       | ■     |       | Olleta      |                                                         |                       |  |

### Línea 331 (a demanda)
La línea 331 une la localidad de Tafalla con la de Uzquita, enlazando hasta Pamplona en Barásoain con la línea troncal 322. Funciona todos los miércoles, viernes y sábados laborales.

#### Paradas
| Línea | Línea | Línea | Parada         | Correspondencia                                         | Correspondencia       |  |
| 331   | 331   | 331   | Parada         | NBus                                                    | Transporte urbano     |  |
| ----- | ----- | ----- | -------------- | ------------------------------------------------------- | --------------------- |  |
|       | ■     |       | Tafalla        | 300 301 320 321 322 323 324 325 326 327 329 330 332 333 | 328 Urbano de Tafalla |  |
|       | ■     |       | Barásoain      | 322                                                     |                       |  |
|       | ■     |       | Orísoain       |                                                         |                       |  |
|       | ■     |       | Artáriain      |                                                         |                       |  |
|       | ■     |       | Amunarrizqueta |                                                         |                       |  |
|       | ■     |       | Iracheta       |                                                         |                       |  |
|       | ■     |       | Leoz           |                                                         |                       |  |
|       | ■     |       | Uzquita        |                                                         |                       |  |

### Línea 332 (a demanda)
La línea 332 une la localidad de Tafalla con la de Amátriain, enlazando hasta Pamplona en Barásoain con la línea troncal 322. Funciona todos los miércoles, viernes y sábados laborales.

#### Paradas
| Línea | Línea | Línea | Parada    | Correspondencia                                         | Correspondencia       |  |
| 332   | 332   | 332   | Parada    | NBus                                                    | Transporte urbano     |  |
| ----- | ----- | ----- | --------- | ------------------------------------------------------- | --------------------- |  |
|       | ■     |       | Tafalla   | 300 301 320 321 322 323 324 325 326 327 329 330 331 333 | 328 Urbano de Tafalla |  |
|       | ■     |       | Barásoain | 322                                                     |                       |  |
|       | ■     |       | Sansomain |                                                         |                       |  |
|       | ■     |       | Benegorri |                                                         |                       |  |
|       | ■     |       | Bézquiz   |                                                         |                       |  |
|       | ■     |       | Amátriain |                                                         |                       |  |

### Línea 333 (a demanda)
La línea 333 une la localidad de Tafalla con Ujué/Uxue, enlazando hasta Pamplona en el intercambiador de Tafalla con las líneas troncales 320 321 322. Funciona todos los días de lunes a sábado laborales.

#### Paradas
| Línea | Línea | Línea | Parada            | Correspondencia                                         | Correspondencia       |
| 333   | 333   | 333   | Parada            | NBus                                                    | Transporte urbano     |
| ----- | ----- | ----- | ----------------- | ------------------------------------------------------- | --------------------- |
|       | ■     |       | Tafalla           | 300 301 320 321 322 323 324 325 326 327 329 330 331 332 | 328 Urbano de Tafalla |
|       | ■     |       | San Martín de Unx |                                                         |                       |
|       | ■     |       | Ujué/Uxue         |                                                         |                       |

### Línea 334 (a demanda)
La línea 334 une la localidad de Campanas con Puente la Reina/Gares, enlazando hasta Pamplona en Campanas con la línea troncal 322. Funciona todos los días de lunes a sábado laborales.

#### Paradas
| Línea | Línea | Línea | Parada                | Correspondencia | Correspondencia   |  |
| 334   | 334   | 334   | Parada                | NBus            | Transporte urbano |  |
| ----- | ----- | ----- | --------------------- | --------------- | ----------------- |  |
|       | ■     |       | Campanas              | 322             |                   |  |
|       | ■     |       | Biurrun               |                 |                   |  |
|       | ■     |       | Muruarte de Reta      |                 |                   |  |
|       | ■     |       | Olcoz                 |                 |                   |  |
|       | ■     |       | Tirapu                |                 |                   |  |
|       | ■     |       | Añorbe                |                 |                   |  |
|       | ■     |       | Úcar                  |                 |                   |  |
|       | ■     |       | Enériz                |                 |                   |  |
|       | ■     |       | Adiós                 |                 |                   |  |
|       | ■     |       | Obanos                |                 |                   |  |
|       | ■     |       | Puente la Reina/Gares |                 |                   |  |

### Línea 335 (a demanda)
La línea 335 une la localidad de Lerín con la de Larraga, y por ende, con Tafalla a través de la línea 327. Funciona todos los martes y jueves laborales, así como el 1er y 3er sábados de cada mes.

#### Paradas
| Línea | Línea | Línea | Parada  | Correspondencia | Correspondencia   |
| 335   | 335   | 335   | Parada  | NBus            | Transporte urbano |
| ----- | ----- | ----- | ------- | --------------- | ----------------- |
|       | ■     |       | Larraga | 327             |                   |
|       | ■     |       | Lerín   |                 |                   |